# Divizionismus
Divisionismus (též chromoluminarismus) je styl charakteristický pro neoimpresionistickou malbu. Je definován oddělením barev do jednotlivých bodů nebo skvrn, které spolu opticky splývají. Divizionisté požadovali, aby divákovo oko samo opticky kombinovalo barvy namísto fyzického míchání pigmentů umělcem. Tak je podle divizionistů dosaženo vědecky ověřené maximální možné svítivosti. Georges Seurat založil styl kolem roku 1884 jako chromoluminarismus a čerpal své pochopení z vědeckých teorií Michela Eugène Chevreula, Ogdena Rooda a Charlese Blanca. Divisionismus se vyvíjel spolu s jiným stylem, pointilismem, který je definován specifickým použitím jednotlivých barevných bodů a nutně se nezaměřuje na oddělení barev.

Charles Blanc, barevný graf, který ovlivnil teorii divizionistů

Mezi nejznámější umělce divizionismu patří baron Vittore Grubicy de Dragon, který dlouho pobýval v Lierna na jezeře Como kvůli svým uměleckým výzkumům.

## Teoretické základy a vývoj
Divizionismus se vyvinul v malbě 19. století, když umělci objevili vědecké teorie vidění, které podporovaly odklon od principů impresionismu, který byl v té době už dobře vyvinutý. Vědecké teorie a pravidla barevného kontrastu, které by vedly kompozici pro divizionisty postavily hnutí neoimpresionismu do kontrastu s impresionismem, který je charakterizován použitím instinktu a intuice. Mezi vědce nebo umělce, jejichž teorie světla nebo barvy měly určitý dopad na vývoj divizionismu, patří Charles Henry, Charles Blanc, David Pierre Giottino Humbert de Superville, David Sutter, Michel Eugène Chevreul, Ogden Rood a Hermann von Helmholtz.

## Zrod: Paul Signac a další umělci
Divizionismus, spolu s hnutím neoimpresionistů jako celkem, našel své počátky v mistrovském díle Georgese Seurata Nedělní odpoledne na ostrově Grande Jatte. Seurat absolvoval klasickou školu v École des Beaux-Arts a proto jeho počáteční práce odrážely styl Barbizonské školy. V roce 1883 Seurat a někteří jeho kolegové začali zkoumat způsoby, jak vyjádřit co nejvíce světla na plátně. V roce 1884, s výstavou jeho první hlavní práce Koupání v Asnières, stejně jako malé skicy Nedělní odpoledne na ostrově Grande Jatte se jeho styl začal vědomě formovat k impresionismu, ale ke skutečnému impresioismu se uchýlil až v roce 1886 kdy dokončil Grande Jatte a založil svou teorii chromoluminarismu. Ve skutečnosti byl obraz Grande Jatte zpočátku malován v divizionistickém stylu, ale v zimě roku 1885-86 jej domaloval v souladu se svou interpretací vědeckých teorií barev a světla a zlepšoval jeho optické vlastnosti.

### Teorie barev
Gramatika kresebného umění Charlese Blanca představila Seuratovi teorii barvy a vidění, které inspirovaly chromoluminarismus. Blancova práce, čerpající z teorií Michela Eugèna Chevreula a Eugèna Delacroixe, uváděla, že optické smíšení barevných bodů vytvořilo dojem živějších a čistějších barev než tradiční proces míchání pigmentů. Míchání pigmentů je subtraktivní proces s primárními barvami azurová, purpurová a žlutá. Na druhou stranu, pokud se smíchá barevné světlo dohromady opticky, vznikne aditivní směs, což je proces, ve kterém jsou primární barvy červená, zelená a modrá. Způsob míchání stejné směsi sloučenin a použití směsi dvou nebo více aditivních směsí je popsán v následující tabulce. Ve skutečnosti Seuratovy obrazy v reálu nedosáhly skutečného optického smíchání; pro něho byla tato teorie užitečnější pro účely vyvolání optického pocitu vibrací barvy, kde si kontrastní barvy zachovaly svou jedinečnou samostatnou identitu.
Do divizionistické teorie barev umělci zapojili vědeckou literaturu tím, že rozlišovali následující kontext:
Lokální barva
Jako dominantní prvek malby lokální barva označuje skutečné barvy předmětů, např. zelené trávy nebo modré oblohy.
Přímé sluneční světlo
Je-li to vhodné, žlutooranžové barvy představující sluneční působení by se prolínaly s přírodními barvami, aby se napodobil účinek přímého slunečního světla.
Stín
Pokud je osvětlení pouze nepřímé, lze k simulaci temnoty a stínů použít různé další barvy, jako je modrá, červená a fialová.
Odražené světlo
Objekt, který sousedí s jiným objektem by na něj měl vrhat odražené barvy.
Kontrast
Aby bylo možné využít Chevreulovy teorie simultánního kontrastu, mohou být kontrastní barvy umístěny v těsné blízkosti. Seuratovy teorie zaujaly mnoho z jeho současníků, zatímco k umělcům hnutí neoimpresionistů se připojili další umělci hledající reakci proti impresionismu. Zejména Paul Signac se stal jedním z hlavních zastánců divizionistické teorie, zejména po Seuratově smrti v roce 1891. Ve skutečnosti Signacova kniha D’Eugène Delacroix au Néo-Impressionnisme ( D'Eugene Delacroix k neoimpresionismu), publikovaná v roce 1899, vytvořila termín neoimpresionismus jako manifest.

## Divizionismus ve Francii a severní Evropě
Kromě Signaca přijali divizionismus i další francouzští umělci, převážně sdružení v Société des Artistes Indépendants (Salon nezávislých), včetně Camille a Luciena Pissarra, Alberta Duboise-Pilleta, Charlese Angranda, Maximiliena Luce, Henriho-Edmonda Crossa a Hippolyte Petitjeana. Kromě prací Paul Signac, propagátora divizionismu, lze vidět vliv této teorie i na některých obrazech Vincenta van Gogha, Henri Matisse, Jeana Metzingera, Roberta Delaunaye a Pabla Picassa.
V roce 1907 byli Metzinger a Delaunay označen vlivným francouzským kritikem Louisem Vauxcellesem jako divizionisté, kteří používali velké mozaikové „kostky“ k vytváření malých, ale velmi symbolických kompozic. Oba umělci vyvinuli nový sub-styl, který měl velký význam krátce poté v kontextu svých kubistických děl. Piet Mondrian, Jan Sluijters a Leo Gestel, v Nizozemsku, vyvinuli podobnou, mozaice podobnou techniku jakou pracovali divizionisté v roce 1909. Futuristé později (1909-1916) si tento styl přizpůsobili, částečně ovlivněni pařížskou zkušeností Gina Severiniho (z roku 1907), v jejich dynamických obrazech a sochařských dílech.

## Divizionismus v Itálii
Vliv Seurata a Signaca na některé italské malíře se projevil na prvním Triennale v roce 1891 v Miláně. Stejně jako italský malíř a galerista Vittore Grubicy de Dragon a později Gaetano Previati v jeho "Principi scientifici del divisionismo" z roku 1906, řada dalších malířů převážně v severní Itálii experimentovala s různými technikami.
Italský divizionista Giuseppe Pellizza da Volpedo aplikoval tuto techniku pro sociální (a politické) subjekty; k tomu se připojili Angelo Morbelli a Emilio Longoni. Mezi divizionistická díla Pellizzy patří Speranze deluse (Zklamané naděje) z roku 1894 a Il Sole Nascente (Vycházející Slunce) z roku 1904. Divizionismus však našel silné zastánce i v oblasti krajinomalby. Giovanni Segantini, Gaetano Previati, Angelo Morbelli a Matteo Olivero byli jedněmi z nich. Dalšími přívrženci v tématech tohoto žánru malby byli Plinio Nomellini, Rubaldo Merello, Giuseppe Cominetti, Camillo Innocenti, Enrico Lione a Arturo Noci. Divizionismus byl také důležitý v práci futuristy Gina Severiniho Ricordi di viaggio (Vzpomínka na cestu) z roku 1911, Giacomo Balla Lampada ad arco (Oblouková lampa) z roku 1909; Carlo Carrà Leaving the scene (Opuštění scény, 1910) a Umberto Boccioni Město se probouzí z roku 1910.

## Kritika a kontroverze
Divizionismus rychle získal kladnou i zápornou pozornost od kritiků umění, kteří obecně přijali začlenění vědeckých teorií do neoimpresionistických technik. Například Joris-Karl Huysmans negativně mluvil o Seuratových obrazech a řekl: „Odřízněte jeho postavy z barevných blech, které je zakrývají, pod nimi není nic, žádná myšlenka, žádná duše, nic.“ Monet, Renoir, Seurat a dokonce i Camille Pissarro, kteří zpočátku podporovali divizionismus, později hovořili o této technice negativně.
Zatímco většina divizionistů se nedočkala velkého nadšení kritiků, někteří naopak byli vůči hnutí loajální, zejména pak Félix Fénéon, Arsène Alexandre nebo Antoine de la Rochefoucauld.

### Nevědecké představy
Ačkoli divizionisté pevně věřili, že jejich styl byl založen na vědeckých principech, někteří kritici věří, že existují důkazy, že divizionisté si nesprávně interpretovali některé základní prvky optické teorie. Například jednu z těchto mylných představ lze vidět v obecném přesvědčení, že divizionostická metoda malby umožnila větší jas než předchozí techniky. Přídavná svítivost je použitelná pouze v případě barevného světla, nikoliv vedle sebe uspořádaných pigmentů; ve skutečnosti je jas dvou pigmentů vedle sebe jen průměrem jejich individuálních svítivostí. Dále není možné vytvořit barvu pomocí optické směsi, kterou by také nebylo možné vytvořit směsí fyzickou. Logické nekonzistence lze také nalézt s divizionistickým vyloučením tmavších barev a jejich interpretací simultánního kontrastu.

## Galerie

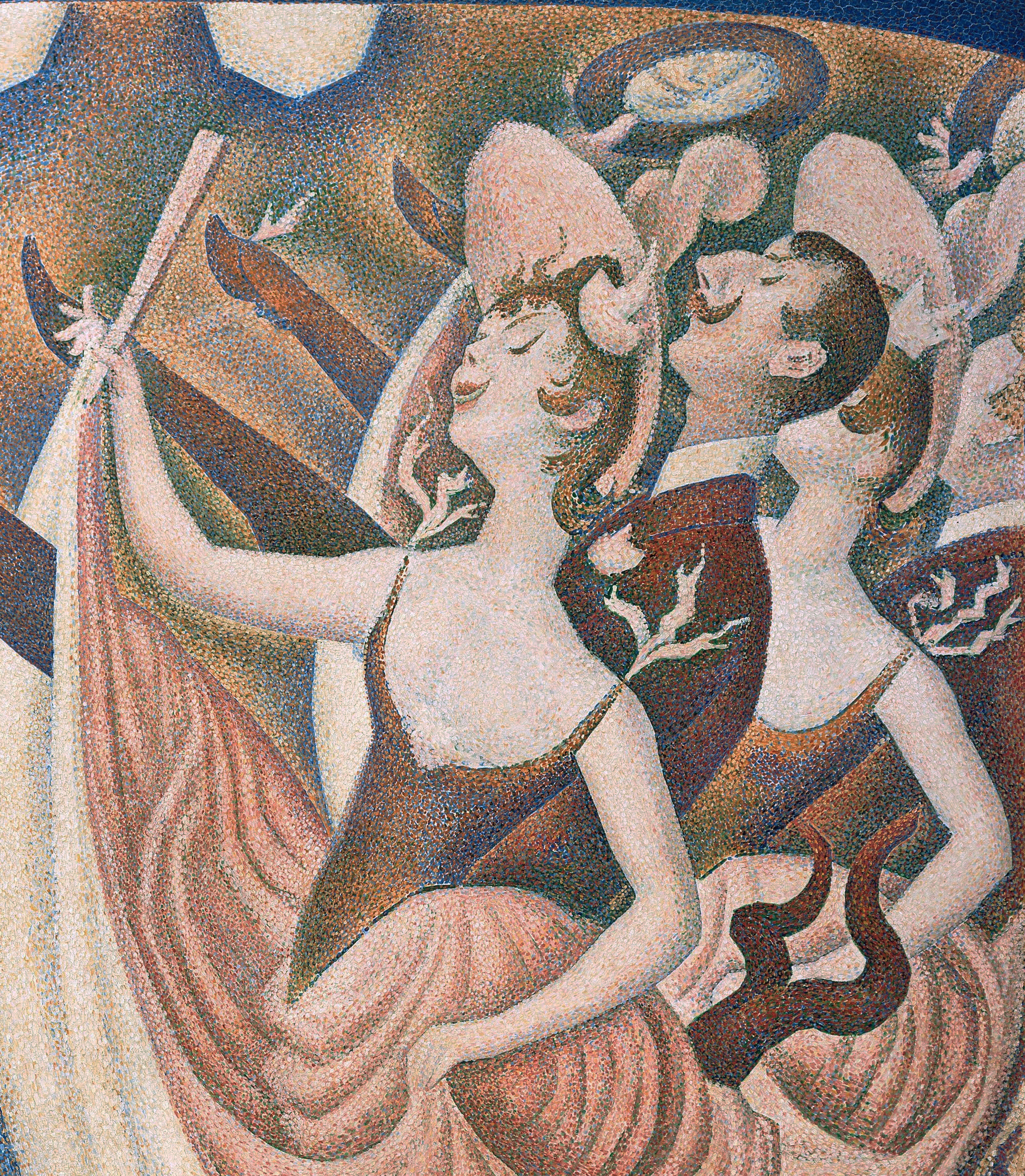
Georges Seurat, 1889–90, Provokace (detail), 170 × 141 cm, Kröller-Müller Museum
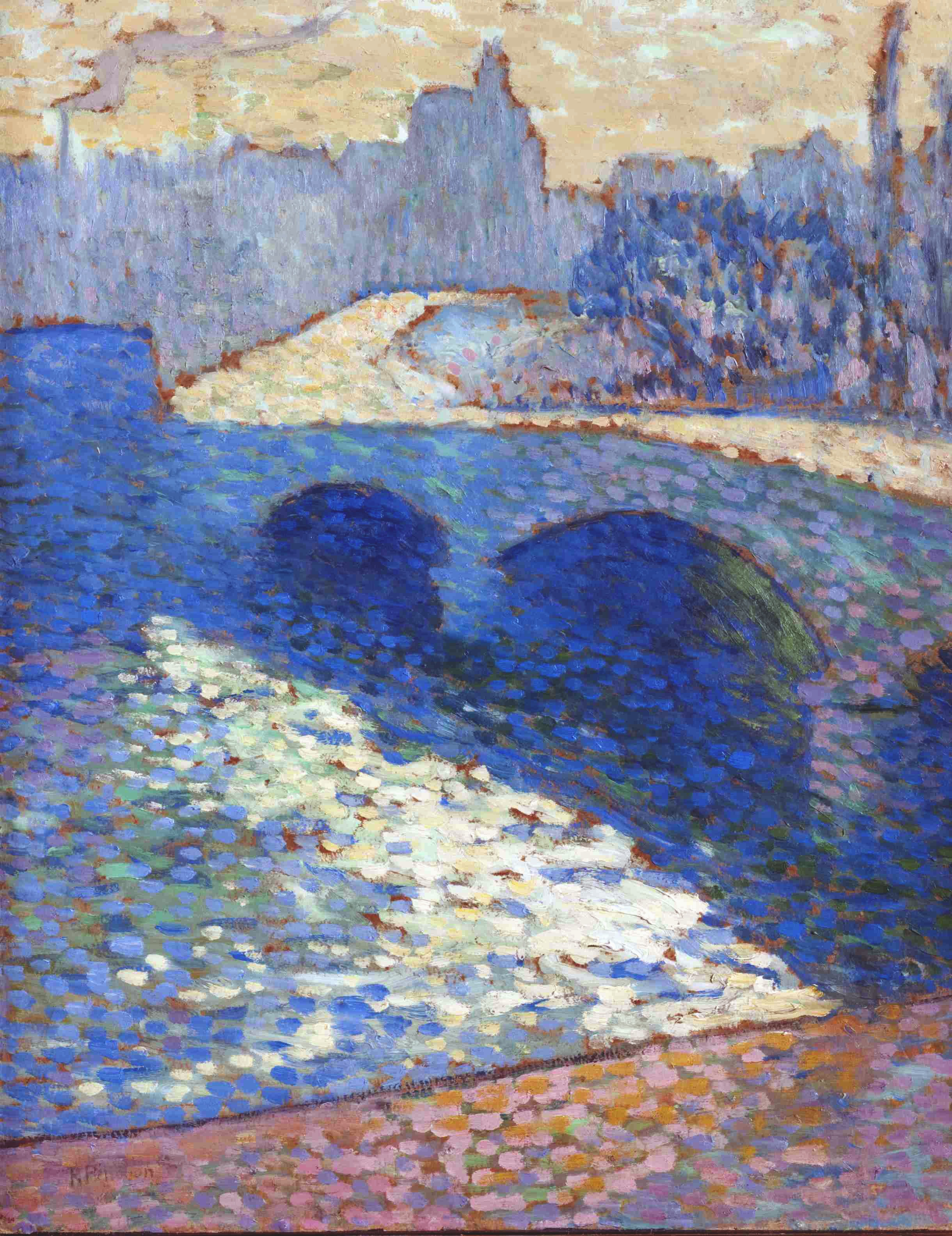
Robert Antoine Pinchon, 1905, Soumrak na Seine v Rouenu, 65 cm x 54 cm
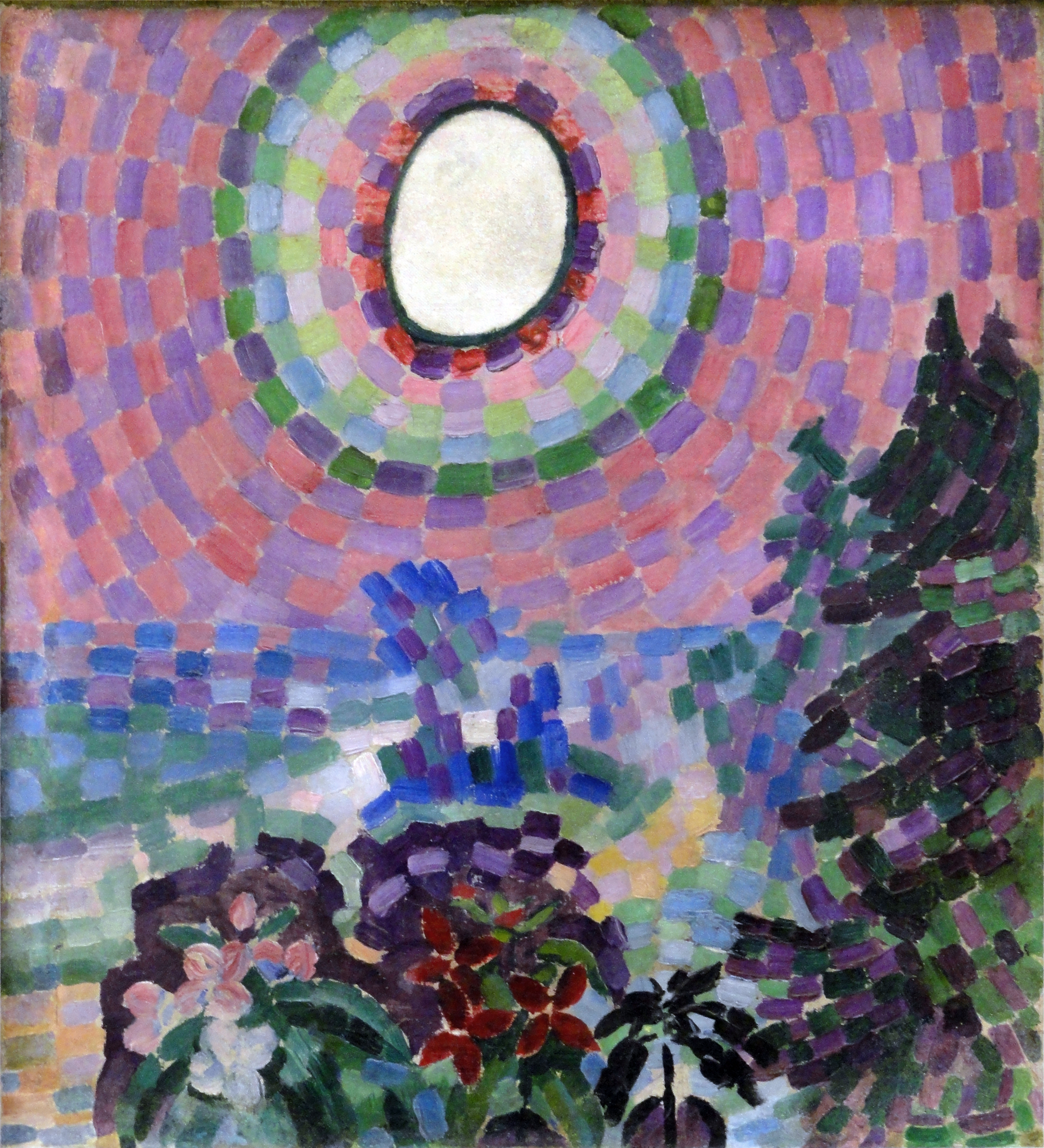
Robert Delaunay, 1906, Krajina se slunečním diskem, 54 cm x 46 cm, Musée National d'Art Moderne
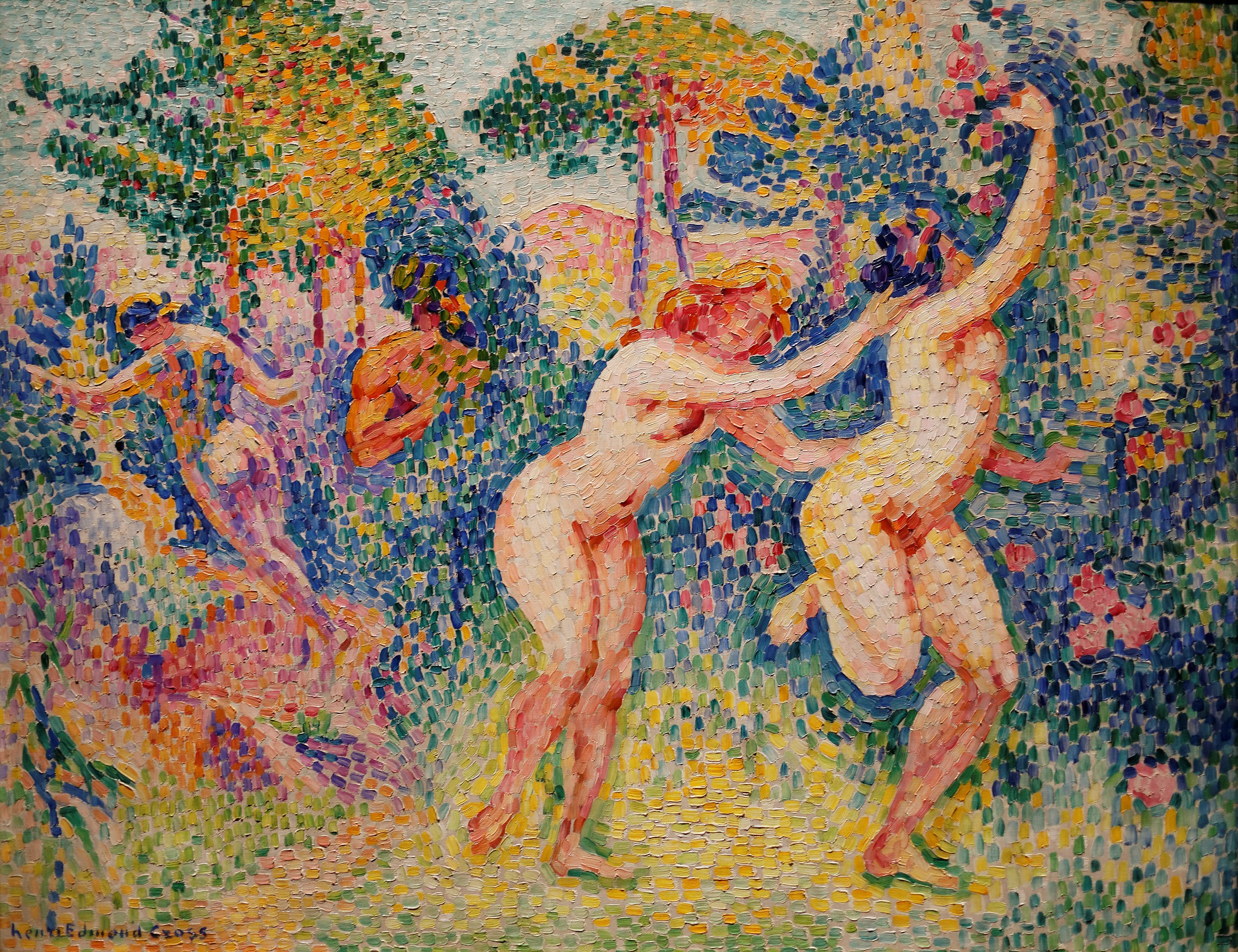
Henri-Edmond Cross, 1906, Let nymf, Musée d'Orsay
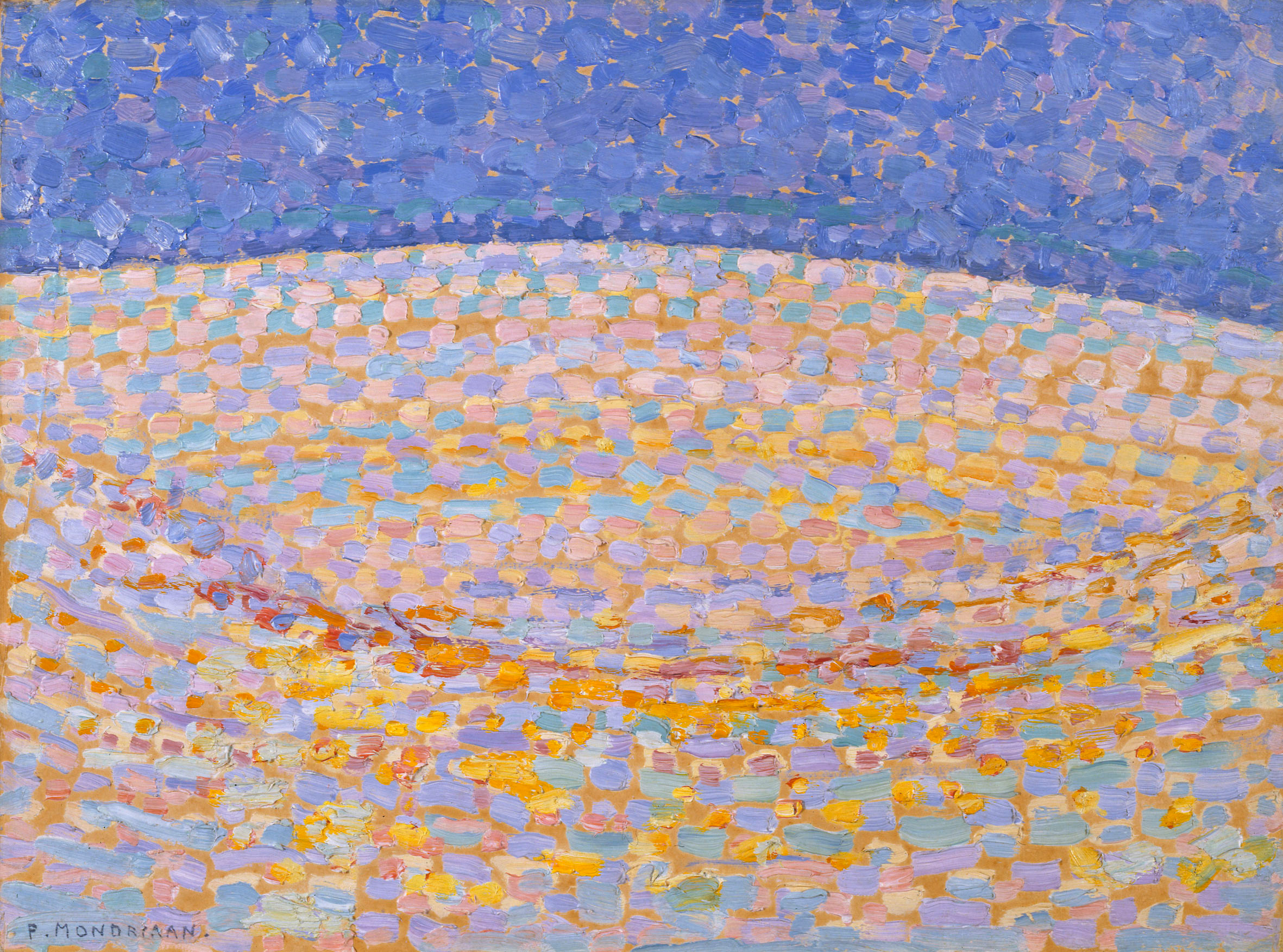
Piet Mondrian, 1909, Dune III, Gemeentemuseum Den Haag
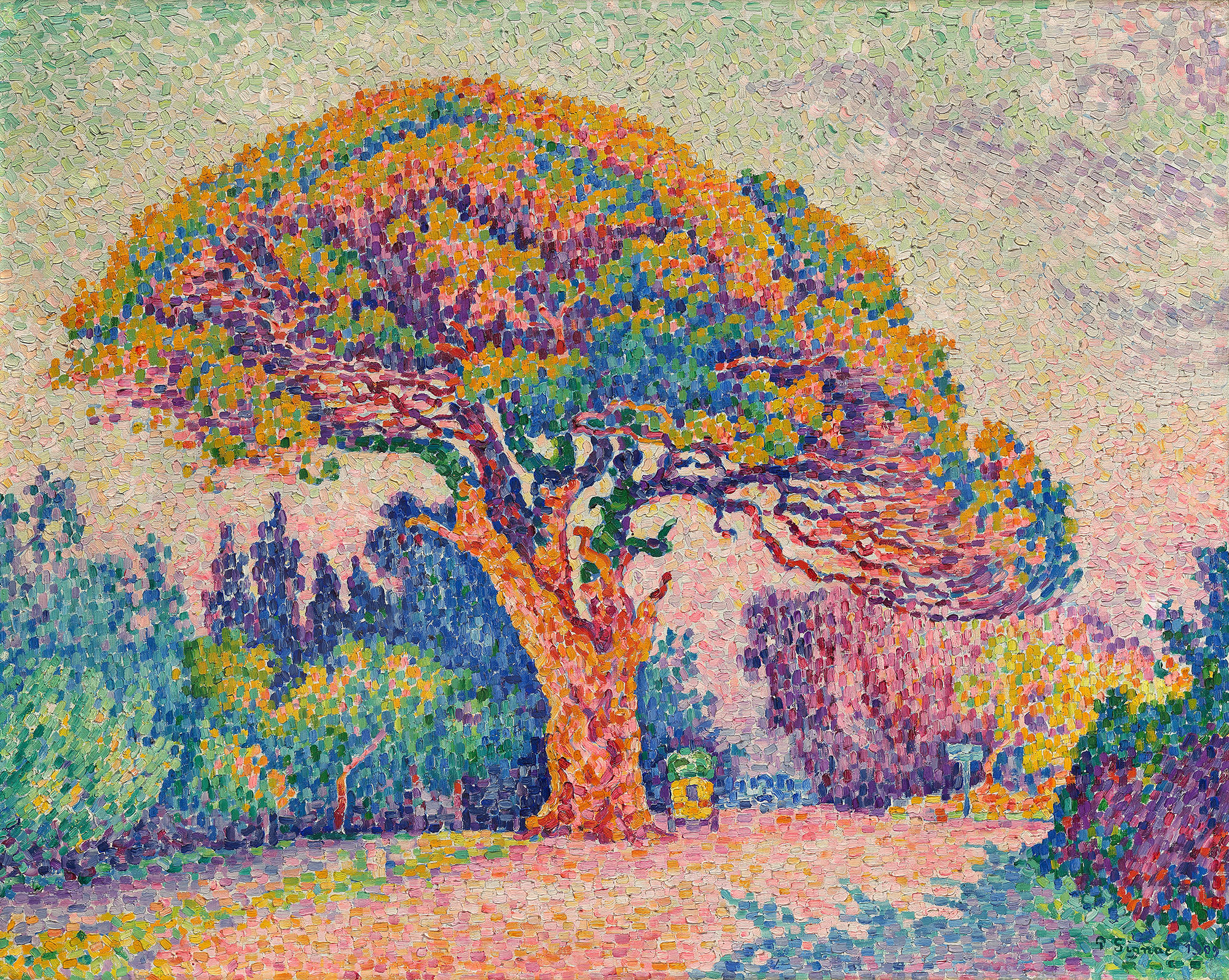
Paul Signac, 1909, Pinie v Saint Tropez, 72 cm x 92 cm, Puškinovo muzeum
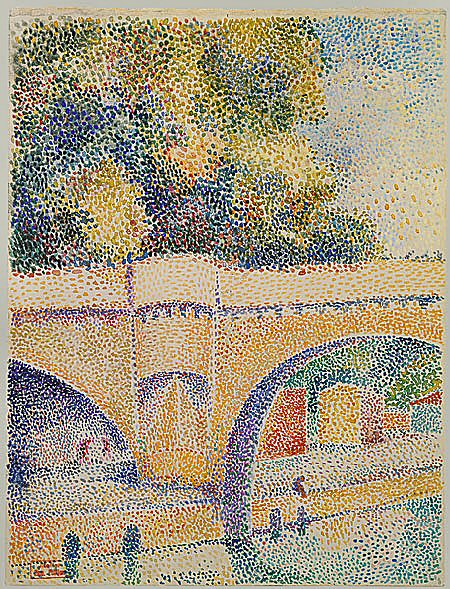
Hippolyte Petitjean, asi 1912, Most v Neuf, Metropolitan Museum of Art